# Caprorhinus
Caprorhinus is een geslacht van rechtvleugeligen uit de familie Pyrgomorphidae. De wetenschappelijke naam van dit geslacht is voor het eerst geldig gepubliceerd in 1899 door Saussure.

## Soorten
Het geslacht Caprorhinus omvat de volgende soorten:
- Caprorhinus ambahitae Wintrebert, 1972
- Caprorhinus andohahalensis Wintrebert, 1972
- Caprorhinus anivoranensis Wintrebert, 1972
- Caprorhinus betrokae Wintrebert, 1972
- Caprorhinus cadeti Wintrebert, 1972
- Caprorhinus dechappei Descamps & Wintrebert, 1966
- Caprorhinus descampsi Wintrebert, 1972
- Caprorhinus donskoffi Wintrebert, 1972
- Caprorhinus fotadrevensis Kevan, Akbar & Chang, 1971
- Caprorhinus fusiformis Saussure, 1899
- Caprorhinus inflatus Wintrebert, 1972
- Caprorhinus isoanalae Wintrebert, 1972
- Caprorhinus kevani Descamps & Wintrebert, 1966
- Caprorhinus lavanonensis Wintrebert, 1972
- Caprorhinus mahabensis Wintrebert, 1972
- Caprorhinus major Wintrebert, 1972
- Caprorhinus malzyi Wintrebert, 1972
- Caprorhinus minor Uvarov, 1929
- Caprorhinus monclari Wintrebert, 1972
- Caprorhinus pauliani Wintrebert, 1972
- Caprorhinus puerisalbis Wintrebert, 1972
- Caprorhinus ralinoroi Wintrebert, 1972
- Caprorhinus ranohirae Kevan, 1963
- Caprorhinus rostratus Uvarov, 1929
- Caprorhinus seyrigi Wintrebert, 1972
- Caprorhinus squamipennis Bruner, 1910
- Caprorhinus tenikae Wintrebert, 1972
- Caprorhinus zolotarevskyi Uvarov, 1929